# Karl Vilips
Karl Vilips (n. 16 august 2001) este o sportivă ce a reprezentat Australia. A participat la competiții asociate Jocurilor Olimpice în care a câștigat o medalie de aur.

## Participări
Lista de mai jos prezintă principalele competiții la care a participat Karl Vilips de-a lungul carierei.
- Golf en los Juegos Olímpicos de la Juventud de Buenos Aires 2018[*]